# Xite
XITE ist ein 2008 gegründeter interaktiver Musikfernsehsender aus Amsterdam, der hauptsächlich Musikvideos spielt. Er erschien am 21. Mai 2008 und wird 24 Stunden am Tag in den Niederlanden, Deutschland und Belgien ausgestrahlt.

## Geschichte
Bei der Markteinführung 2008 wurde der Name Base7 verwendet, stationiert war der Sender zu dieser Zeit in Rotterdam. Der Sender war zunächst im Basispaket von UPC und Caiway erhältlich. Im August 2009 erschien ein On-Demand-System, das über die rote Taste der Fernbedienung zu steuern ist. Seitdem können die Zuschauer eigene Playlists zusammenstellen, nach Genre sortieren und auf spezielle Inhalte und Interviews zugreifen. Im Mai 2012 wurde XITE als einziger Musiksender in das digitale Basispaket von Ziggo aufgenommen, im Januar 2013 folgte KPN.
Im Februar 2011 startete XITE in Belgien. 
Seit September 2014 wird XITE auch in Deutschland ausgestrahlt. Verfügbar war er über den Kabelnetzanbieter Unitymedia im Westen Deutschlands bis 2019. Seit 2017 ist XITE auch bei Waipu.tv verfügbar.
Zum 31. März 2022 hat der Sender seine Verbreitung über die Plattform eingestellt. Seit dem 1.07.2023 ist XITE und XITE ROCK wieder bei waipu.tv empfangbar. Somit ist der deutsche Ableger von XITE auch noch über Rakuten TV, LG TV Channels und Samsung TV Plus empfangbar.
Seit Juli 2023 ist XITE wieder bei Waipu TV empfangbar. Diesmal allerdings nicht mit dem Hauptprogramm, sondern mit den FAST Channels XITE HITS sowie XITE ROCK ON
XITE ROCK ON spielt hauptsächliche Rockmusik der letzten Jahre, XITE HITS spielt einen aktuellen Mix aus Pop & Dance. 